# Шумейка
Шумейка — река в России, протекает в Красноармейском районе Саратовской области. Правый приток реки Золотуха, бассейн Волги.

## География
Шумейка начинается в лесном массиве на правом берегу Волги, западнее села Рогаткино. Течёт на восток, за селом Рогаткино поворачивает на юго-восток и впадает в Золотуху в 8,2 км от устья последней. Длина реки составляет 13 км, площадь бассейна — 40 км².

## Данные водного реестра
По данным государственного водного реестра России относится к Нижневолжскому бассейновому округу, водохозяйственный участок реки — Волга от Саратовского гидроузла до Волгоградского гидроузла, без рек Большой Иргиз, Большой Караман, Терешка, Еруслан, Торгун, речной подбассейн реки — подбассейн отсутствует. Речной бассейн реки — Волга от верхнего Куйбышевского водохранилища до впадения в Каспий.
Код объекта в государственном водном реестре — 11010002212112100011081.